# Lamnostoma polyophthalma
Lamnostoma polyophthalma är en fiskart som först beskrevs av Bleeker, 1853.  Lamnostoma polyophthalma ingår i släktet Lamnostoma och familjen Ophichthidae. IUCN kategoriserar arten globalt som livskraftig. Inga underarter finns listade i Catalogue of Life.